# Asterocampa
Asterocampa is een geslacht van vlinders uit de familie Nymphalidae.

## Soorten
De celtis soortengroep:
- Asterocampa celtis (Boisduval & Le Conte, 1835)
- Asterocampa leilia (Edwards, 1874)

De clyton soortengroep:
- Asterocampa clyton (Boisduval & Le Conte, 1835)
- Asterocampa idyja (Geyer, 1828)